# Сантин-дати
Сантин-дати (яп. 三戦立ち) — основная боевая стойка каратэ. Характеризуется очень жёсткой позицией с напряжением всех мышц, благодаря чему также называется стойкой «крепость». За характерный вид данную стойку называют «песочные часы». Сантин-дати является базовой при выполнении дыхательных ката и лучшей для отработки элементов базовой техники. Большое внимание этой стойке уделял создатель Кёкусинкай Масутацу Ояма, называя её наиболее распространённой тренировочной стойкой. Данная стойка — самая закрытая из прочих стоек каратэ.

## Позиция

Позиция стоп в сантин-дати

Ноги в сантин-дати стоят примерно на ширине плеч или чуть шире. Передняя нога выдвинута вперёд на длину стопы, носки повёрнуты внутрь. Распределение веса тела между правой и левой ногой равномерное, при этом вес тела приходится на внутренние стороны стоп, что придаёт стойке устойчивость. Колени так же обращены внутрь, защищая пах. Таз подбит вперёд и вверх. Исходное положение рук — двойной блок морото-ути-укэ.
Стойка может быть как левосторонней (хидари), так и правосторонней (миги).

## Выход в сантин-дати
Выход в сантин-дати осуществляется коротким дугообразным шагом вперёд, в процессе которого ступня шагающей ноги слегка касается опорной.

## Жёсткость
В отличие от других стоек, выход в которые осуществляется с выкриком «киай», выход в сантин-дати осуществляется, как правило, с силовым дыханием ибуки и медленным выполнением морото-ути-укэ.
Стойка сантин-дати характеризуется полным напряжением всех мышц и жёсткой позицией.
Отработка жёсткости стойки осуществляется путём нанесения ударов в различные части тела ученика, находящегося в сантин-дати (бёдра, предплечья, пресс). При приёме экзаменов в школах каратэ экзаменатор проверяет жёсткость стойки, нанося довольно сильные удары и толчки.